# I Look to You
I Look to You är Whitney Houstons comebackalbum, med releasedatum 28 augusti 2009. Det blev Whitney Houstons sjunde studioalbum. En remixversion av låten "I Didn't Know My Own Strength" premiärspelades på NY Pride under juni 2009. Demoversionerna av "I Look to You" och "Calling You Tonight" fanns tillgängliga på youtube. Även "I Didn't Know My Own Strength" och "Like I Never Left" (duett med Akon) hade tidigare läckt, men skulle enligt Sony Music senare vara nedplockade från nätet. Man släppte tre singlar från albumet: I look to you, Million Dollar Bill (som Alicia Keys skrivit) och I Didn't Know My Own Strength. Million Dollar Bill släpptes även som Remix-EP, där brittiska DJ-duon Freemasons producerade den av klubbversionerna som vann mest popularitet och inkluderades bl.a. på samlingsskivan Absolute Music 62. Albumet gick direkt in på förstaplatsen på amerikanska Billboardlistan.

## Låtlista
1. Million Dollar Bill - 3:24
2. Nothin' But Love - 3:35
3. Call You Tonight - 4:08
4. I Look to You - 4:25
5. Whitney Houston feat. Akon - Like I Never Left - 3:49
6. A Song for You - 4:11
7. I Didn't Know My Own Strength - 3:40
8. Worth It - 4:39
9. For The Lovers - 4:14
10. I Got You - 4:12
11. Salute - 4:10